# Нагірний Василь Григорович
Васи́ль Григо́рович Нагі́рний (27 липня 1958, Коломия, Станіславська область, нині Івано-Франківська область — 23 травня 2021, Коломия, Івано-Франківська область, Україна) — громадський діяч, член Національної спілки журналістів України (2000), член Національна спілка краєзнавців України (2007), член обласної спілки кінематографістів України (2010), член Коломийської асоціації мистців (2011). Публіцист, краєзнавець, журналіст, телерадіоведучий, документаліст, письменник.

## Біографія
З 1991 року почав публікуватися в першому демократичному часописі «Коломийський вісник».
З 1996 р. працював у Коломийській загальноосвітній школі № 1 вчителем  трудового навчання, валеології, основ безпеки життєдіяльності (ОБЖД).
У 1999 році нагороджений грамотою Міністерства освіти України: «За вагомі заслуги в розвитку національної освіти».
З 1997 року працював за сумісництвом, на посаді редактора відділу історії та культури газети «Коломийський вісник», «Вісник Коломиї», дайджесту «Всевідо». Після закриття друкованого органу, від 2002 року співпрацював з редакціями газет: «Людина і екологія», «Ділова газета», «Вільний голос», «Коломийські вісти», «Коломийська правда», «Народна трибуна», «Дзеркало Коломиї», «Коломия сьогодні», «Вік» (Коломия), «ЧАС» (Чернівці), «День» (Київ), «Галичина» (Івано-Франківськ)…

## Наукова робота
У Львівському видавництві «Каменяр»  вийшли тематичні статті, поміщені у збірниках «Промисловий та туристичний транспорт», випуск № 3 (2004), а також матеріали науково-практичної конференції про редакторку коломийських альманахів міжвоєнного періоду, сенаторку Олену Кисілевську (2005).
Брав участь у підготовці до збірника краєзнавчих матеріалів «Коломийська Гуцульщина» (2006). Співавтор літературно-художнього видання «Діл», число 3 (2006), видання матеріалів Всеукраїнського науково-практичної конференції «Андрій Чайковський» (2007), присвяченої 150-річчю від дня народження  письменника. Співпрацював над виданням другого тому збірника споминів і статей «Коломия і Коломийщина» — Видання Комітету Коломиян. Філядельфія — Коломия (2008).
Автор низки досліджень у Львівському незалежному культурологічному часописі «Ї» № 62 (2010). Співавтор книжки «Безсмертя беркута» (Сторінки життя і творчості корифея Коломийського театру Василя Симчича — 2015). Співавтор збірника матеріалів Всеукраїнської науково-практичної конференції присвяченої 775-річчю першої літописної згадки про Коломию (2017), матеріалів Всеукраїнської науково-практичної конференції «Коломия та Покуття у вирі державотворення ЗУНР» (2018).

## Друковані видання
2010 року вийшла перша авторська книжка Василя Нагірного «Місто Кола — спадок предків» (телесценарії), далі були: «Александр Кіблер — світло і тіні маестро» (2015), "Від ресторації «Gambrinus» до «Гал-Пруту» (2016), «Мурованка — південні ворота Коломиї» (2016), «Дві долі одного життя» (2016), «Словник маловживаних слів Коломиї та прилеглих сіл» (2016, співавтор — О. Русакова), «Як в Коломиї у футбол грали» (2017), «Там, де сходило сонце імперії» (2017), «Пам'ятні хрести Коломийщини» (2018), «Коломийські весілля — ретроспектива» (2018), роман-есей «Дім на кляшторному узвозі» (2018), «Ті, хто міряють землю ногами» (2019).
У книжковій серії «Коломийська бібліотека», видавець Валерій Ковтун, побачили світ такі видання авторства Василя Нагірного: «Недавні історії давнього міста» (2011), «Коломийський календар історичних дат та персоналій» (2012), «Коломийські променади» (2014), «Мовчазні свідки минулого» (2016), Від 25 травня 2004 року Василь Нагірний — на посаді наукового працівника Національного музею народного мистецтва Гуцульщини і Покутті ім. о. Й. Кобринського. За  цей час було укладено тематичні монографії з ілюстраціями   «Пам'ятні хрести Коломийщини від найдавніших часів до  половини XX ст.», «Розвідка про побудову Народного дому в Коломиї, в контексті історичних подій  в Галичині 1848—1935 р.р.». Підготував ілюстроване дослідження: «Художнє дерево на тлі фрагментів коломийської архітектури».
Зібрав фотогалерею: «Народні традиції і обряди Коломийщини (хрестини, весілля, проводи, похорони, Різдвяні і Великодні дійства)». Впорядкував до друку збірник: «Із закамарків пам'яті: приповідки, прислів'я, приказки, афоризми, крилаті вислови, народна мудрість Покутян». Відзначений керівництвом музею подякою: «За популяризацію музейної справи».  9 червня 2006 р. звільнився з посади.
Василь Нагірний — член редакційно-видавничого комітету та автор наукових статей «Енциклопедії Коломийщини».

## Робота на телебаченні
Від 2003 року, Василь Нагірний працював у Коломийській телерадіокомпанії «Нове Телебачення Краю» (ТРК «НТК»), створив низку короткометражних документальних програм краєзнавчого характеру, у яких висвітлив життя, побут, звичаї, культуру, вірування наших краян.
Створив біля трьох сотень фільмів. Найкращі відзначені дипломами на  конкурсах і фестивалях загальноукраїнського і міжнародного рівнів. Телепрограми поділені на цикли (серії): «Місто Кола — спадок предків», «Місто Кола — предки», регіональний проект «Червоної Руси — підкова золота», та «Світлини коломийської родини». Всі програми виставлені на сайті каналу в Інтернеті. Телепроєкти Василя Нагірного відображають реальні історичні події, відкривають забуті й мало відомі сторінки краю та його мешканців, що спонукає  до вдумливого і доступного сприйняття.  До таких, скажімо, належать фільми «Щоденник 1946-го», чи «Коломия — коротка хроніка», презентації яких відбувалися в Музеї історії міста Коломиї.

## Нагороди
- У 2005, 2007, 2009, 2011 роках отримав дипломи Всеукраїнського телевізійного конкурсу «Відкрий Україну» (Київ). Дипломи лауреата Міжнародних гуцульських фестивалів, та фольклорно-етнографічних фестивалів «Коломийка» за серію авторських відеофільмів.
- 2007 р. — диплом II ступеня та пам'ятна відзнака Київського міжнародного університету з III Всеукраїнського фестивалю «Молоде телебачення».
- 2007 р. — диплом лауреата Всеукраїнського журналістського конкурсу на краще висвітлення теми визвольних змагань українського народу в роки Другої світової та з нагоди 100-річчя від дня народження С. Бандери, почесна грамота ОДА.
- 2009 р. — фільм «Кам'янець на Поділлі» отримав диплом II другого ступеня та пам'ятну відзнаку у номінації «Науково-пізнавальна програма»  на V Всеукраїнському міжнародному фестивалі ім. В. Л. Чубасова (Київ).
- 2009 р. — Почесна грамота голови ОДА
- 2010 р. — диплом лауреата літературної премії імені Богдана Бойка в галузі журналістики у номінації «Телебачення».   Фільм «Гвіздець — покутське містечко», здобув диплом II ступеня на VI Всеукраїнському та III Міжнародному фестивалі «Молоде телебачення» в Києві (2011).
- 2011 р. відзначений пам'ятним призом та дипломом лауреата VII Всеукраїнського фестивалю екранних мистецтв «Дніпро-Сінема» ім. Д. Сахненка.
- 2013 р. нагороджений відзнакою міського голови Коломиї.
- 2018 р., як автор телевізійно-документального фільму про ЗУНР у Коломиї, нагороджений ювілейною медаллю Івано-Франківської обласної ради: «100 років Західноукраїнської Народної Республіки».
- 2019 р., відзначений міською Літературною премією імені Тараса Мельничука.
- 2019 р., нагороджений медаллю: «За заслуги перед Коломийщиною».
- 2019 р. нагороджений ювілейною відзнакою обласної ради: «90 років Організації українських націоналістів», за висвітлення діяльності ОУН та її діячів.
- 2019 р., занесений до «Книги шани м. Коломиї», за вагомий особистий внесок у розвиток культури рідного краю, збереження та популяризації історії м. Коломиї.
- 2019 р. отримав Гран-прі XXVI Міжнародного Гуцульського Фестивалю, у намінації «Кіномистецтво» за документальний фільм «Брустурські сирні коники».
- Почесний громадянин міста Коломиї (2021, посмертно)[7].

## Пам'ять
23 липня 2022 року вул. Лермонтова була перейменована на вул. Василя Нагірного .
25 жовтня 2023 року була відкрита пам'ятна дошка Василю Нагірному на фасаді будинку, де він провів дитинство .